# John Gower (Schriftsteller)

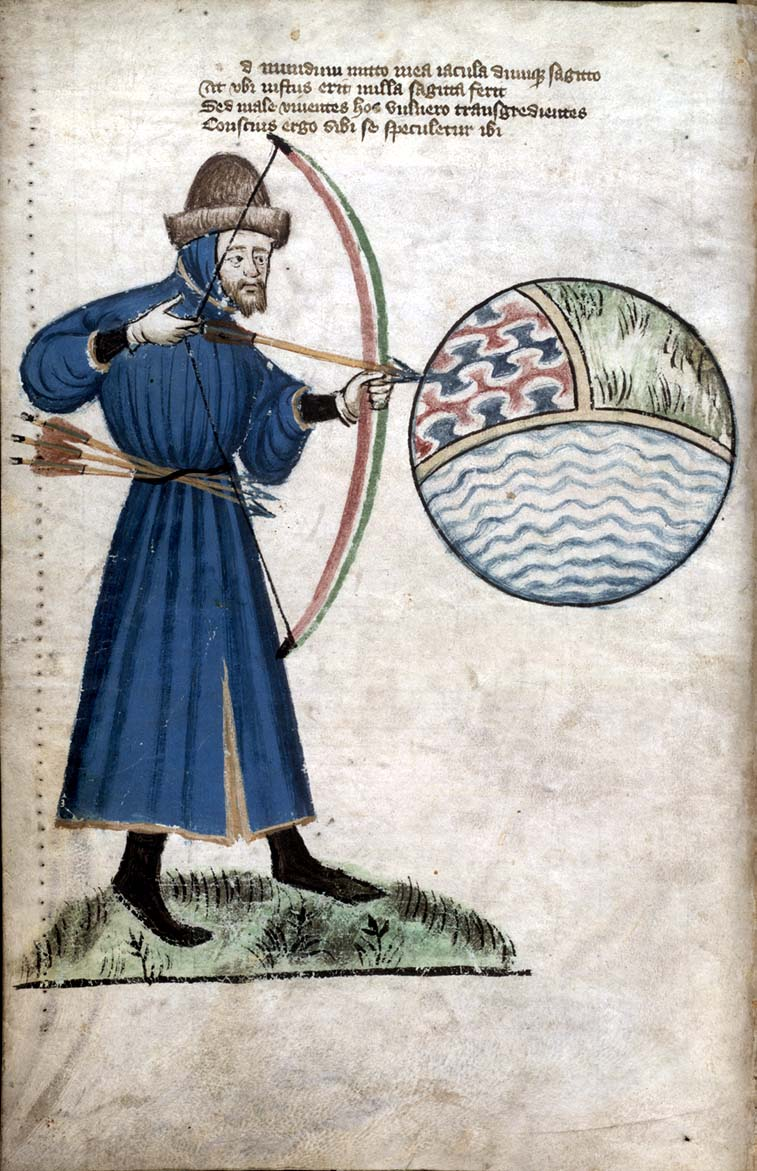
Gower beschießt die Weltkugel (Sphäre der Erde, der Luft und des Wassers), um 1400

John Gower (* um 1330 in Kent; † 1408 in London) war ein englischer Schriftsteller.
Gower war ein enger Freund Geoffrey Chaucers, erreichte aber nie dessen literarische Größe. Gower schrieb in französischer Sprache das umfangreiche Lehrgedicht Mirour de l'Omme und in lateinischer Sprache die Allegorie Vox Clamantis. Die Confessio Amantis, eine Sammlung gereimter Liebesgeschichten, veröffentlichte Gower in englischer Sprache.
Im Alter von fast 80 Jahren starb John Gower 1408 in London.

## Werke
- Confessio amantis. 1390
- Mirour de l'Omme. etwa 1377
- Vox clamantis. 1382